# Ibrány (district)
Het District Ibrány (Ibrányi járás) is een district (Hongaars: járás) in het Hongaarse comitaat Szabolcs-Szatmár-Bereg. De hoofdstad is Ibrány. 

## Plaatsen
| Plaats        | Rang (2013. július 15.) | Inwoners (2012. január 1.) | Oppervlakte (km²) |
| ------------- | ----------------------- | -------------------------- | ----------------- |
| Ibrány        | Hoofdstad               | 6.835                      | 60,39             |
| Nagyhalász    | Stad                    | 5.741                      | 44,31             |
| Gávavencsellő | groot dorp              | 3.528                      | 66,83             |
| Balsa         | dorp                    | 837                        | 22,51             |
| Buj           | dorp                    | 2.303                      | 32,76             |
| Paszab        | dorp                    | 1.273                      | 12,96             |
| Tiszabercel   | dorp                    | 1.897                      | 31,38             |
| Tiszatelek    | dorp                    | 1.436                      | 33,77             |